# Station Egestorf (Deister)
Station Egestorf (Deister) (Bahnhof Egestorf (Deister)) is een spoorwegstation in de Duitse gemeente Barsinghausen in de deelstaat Nedersaksen. Het station ligt aan de spoorlijn Weetzen - Haste en is geopend op 1 mei 1872.

## Indeling
Het station heeft twee zijperrons, welke niet zijn overkapt maar voorzien van abri's. De perrons zijn met elkaar verbonden via een overweg in de straat Wennigser Straße. Het station heeft parkeerplaatsen en fietsenstallingen aan beide zijde van de sporen, aan de noordkant in de straat Bahnhof Egestorf is er een bushalte. Tevens staat aan de noordzijde het stationsgebouw, maar deze wordt niet meer als dusdanig gebruikt.

## Verbindingen
Het station is onderdeel van de S-Bahn van Hannover, die wordt geëxploiteerd door DB Regio Nord. De volgende treinseries doen het station Egestorf (Deister) aan:
| Serie | Treinsoort             | Route                                                                                                 | Bijzonderheden                     |
| ----- | ---------------------- | --- | ---------------------------------- |
| S1    | S-Bahn (DB Regio Nord) | Minden (Westf) – Haste – Seelze – Hannover Hbf – Weetzen – Egestorf (Deister) – Barsinghausen – Haste |                                    |
| S2    | S-Bahn (DB Regio Nord) | Nienburg (Weser) – Seelze – Hannover Hbf – Weetzen – Egestorf (Deister) – Barsinghausen – Haste       | Zondags alleen Nienburg - Hannover |